# Asobi ni Ikuyo!
Asobi ni Ikuyo! (あそびにいくヨ!) là bộ light novel viết bởi Kamino Okina và minh họa bởi Eizō Hōden và Nishieda. Loạt tiểu thuyết này đã được phát hành trực tiếp thành các tập dưới nhãn MF Bunko J của Media Factory từ ngày 25 tháng 10 năm 2003 đến ngày 25 tháng 2 năm 2015. Cốt truyện xoay quanh Kakazu Kio một nam sinh trung học khá bình thường cho đến khi cô gái tên Eris người ngoài hành tinh có tai cũng như đuôi giống mèo xuất hiện và biến cả ngôi nhà của cậu thành lãnh sự quán để thiết lập mối quan hệ giữa chủng tộc của cô và Trái Đất. Cuộc sống của Kakazu trở nên sôi động hơn khi các phe phái muốn bài xích người ngoài hành tinh cũng như các lực lượng giấu mặt kể cả một chủng tộc người ngoài hành tinh khác muốn bắt cóc Eris để chủng tộc của cô không thể thiết lập được mối quan hệ với Trái Đất vì thế Kakazu và các bạn của mình trong thành phố đã cùng nhau bảo vệ cô chống lại các mối nguy hiểm này. Cũng như qua các cuộc phiêu lưu các tình cảm giữa các nhân vật cũng bắt đầu hình thành.
Bộ tiểu thuyết đã được chuyển thể thành nhiều loại hình truyền thông khác như một trò chơi điện tử có tựa Asobi ni Iku yo! ～Chikyuu Pinchi no Konyaku Sengen～ (あそびにいくヨ！～ちきゅうぴんちのこんやくせんげん～) đã phát hành vào ngày 27 tháng 6 năm 2006. Chuyển thể drama CD cũng đã được phát hành. Một loạt manga cũng do Kamino Okina thực hiện và đăng trên tạp chí Monthly Comic Alive của Media Factory từ ngày 26 tháng 8 năm 2006. AIC PLUS+ đã thực hiện chuyển thể anime của và phát sóng tại Nhật Bản từ ngày 10 tháng 7 đến ngày 25 tháng 9 năm 2010. Một tập OVA cũng đã được thực hiện và phát hành khi phát hành phiên bản DVD/BD của bộ anime.

## Tổng quan

### Nhân vật

#### Chính
Kakazu Kio (嘉和 騎央, かかず きお)
Lồng tiếng bởi: Tamura Mutsumi/Sanpei Yuuko (drama CD)
Eris (エリス)
Lồng tiếng bởi: Itō Kanae/Kawasumi Ayako (drama CD)
Futaba Aoi (双葉 アオイ, ふたば アオイ)
Lồng tiếng bởi: Hanazawa Kana/Noto Mamiko (drama CD)
Kinjō Manami (金武城 真奈美, きんじょう まなみ)
Lồng tiếng bởi: Tomatsu Haruka/Toyoguchi Megumi (drama CD)

#### Con người
Antonia (アントニア)
Lồng tiếng bởi: Nomizu Iori/Saito Ayaka (drama CD)
Maya (摩耶, まや)
Lồng tiếng bởi: Ishizuka Sayori/Kobayashi Sanae (drama CD)
Sara (サラ)
Lồng tiếng bởi: Watanabe Akeno/Sato Yuko (drama CD)
Nishihara Yuki (西原 ゆき, にしはら ゆき)

##### Gia tộc Yoshikazu
Miyagi Yūichi (宮城 雄一, みやぎ ゆういち)
Lồng tiếng bởi: Tachiki Fumihiko/Okiayu Ryotaro (drama CD)
Nabe, Ushi, Kamado (ナベ、ウシ、カマド)

##### Gia đình Futaba
Futaba Jinjūrō (双葉 陣十郎, ふたば じんじゅうろう)
Futaba Orie (双葉 オリエ, ふたば オリエ)
Tachikawa Ryūsuke (多知川 隆介, たちかわ りゅうすけ)

##### Câu lạc bộ quay phim
Itokazu Maki (糸嘉州 マキ, いとかず マキ)
Lồng tiếng bởi: Hirata Hiromi/Chiba Saeko (drama CD)
Buchō (部長, ぶちょう) / Nakamura Sōken (なかむら そうけん)
Lồng tiếng bởi: Keigo Manaka
Fukuhara Satoshi (普久原 聡, ふくはら さとし)
Lồng tiếng bởi: Kasuya Yuta
Ishimine Aiko (石嶺 愛子, いしみね あいこ)
Lồng tiếng bởi: Sendai Eri
Ōshiro Arisa (大城 アリサ, おおしろ アリサ)
Lồng tiếng bởi: Aizawa Mai
Kawasaki Takao (河崎 貴雄, かわさき たかお)
Lồng tiếng bởi: Nagasako Takashi/Nomura Kenji (drama CD)

##### Ichika Studio
Ichika (いちか)
Lồng tiếng bởi: Takagaki Ayahi/Kawakami Tomoko (drama CD)
Zukeran Tabito (瑞慶覧 旅人, ずけらん たびと)
Arrow (アロウ)
Kosuzu (虎鈴, こすず)

##### Điệp viên quân sự
Janis Alectos Carotenas Karinato (ジャニス・アレクトス・カロティナス・カリナート) / JACK (ジャック)
Lồng tiếng bởi: Monden Yukiko
Endō (淵東, えんどう)
Lồng tiếng bởi: Suzumori Kanji/Horika Wajin
Yuma Kyōka (弓真 鏡華, ゆま きょうか)
Lawton Hines (ロートン・ハインズ)
George・B・Whitman (ジョージ・B・ホイットマン)
Tony Grimm den Baum (トニー・グリムデンバウム)
Rose Marie Marusoya (ローズマリー・マルソーヤ) / Burning Rose (バーニングローズ)
Alicia Maria Yorkshire (アリシア・マリア・ヨークシャー)

##### Khác
Dōji Yutsushi (道術士, どうじゅつし)
Mahiro (真尋, まひろ)

#### Catia
Chayka (チャイカ)
Lồng tiếng bởi: Kotobuki Minako/Takagi Reiko (drama CD)
Qoone (クーネ)
Lồng tiếng bởi: Inoue Kikuko/Nakao Eri (drama CD)
Melwin (メルウィン)
Lồng tiếng bởi: Toyosaki Aki/Iguchi Yuka (drama CD)
Durel (デュレル)
Lồng tiếng bởi: Shindō Naomi/Ito Shizuka (drama CD)
Seshimi (セシミ)
Cerca (セルカ)
Nakuto (ナクト)
Reima (レイーマ)
Rama (ラーマ)
Ellis no Ryōshin (エリスの両親)
Arukāmatsu (アルカーマツ)
Arurieru (アルリエル)

#### Dogisia
Janes (ジェンス)
Lồng tiếng bởi: Horie Yui/Watanabe Akeno (drama CD)
Ryunnu (リュンヌ)
Taisa (大佐, たいさ)
Taii (大尉, たいい)

#### Barunmū
Nirumea (ニルメア)

#### Garblian
Sawori (サヲリ)
Rauvua (ラウヴァ)

#### Khác
Aura (アウラ)

## Truyền thông

### Light novel
Bộ light novel được viết bởi Kamino Okina và minh họa bởi Eizō Hōden và Nishieda. Loạt tiểu thuyết này đã được phát hành trực tiếp thành các tập bunkobon dưới nhãn MF Bunko J của Media Factory từ ngày 25 tháng 10 năm 2003 đến ngày 25 tháng 2 năm 2015. Tổng cộng có 20 tập được phát hành. Eizō Hōden chịu trách nhiệm minh họa 14 tập đầu còn Nishieda thì bắt đầu minh họa tập thứ 15.

### Drama CD
Geneon Entertainment đã phát hành một loạt drama CD gồm 4 đĩa từ ngày 22 tháng 2 năm 2006 đến ngày 24 tháng 8 năm 2007.

### Trò chơi điện tử
Idea Factory đã phát hành một trò chơi điện tử có tên Asobi ni Iku yo! ～Chikyuu Pinchi no Konyaku Sengen～ (あそびにいくヨ！～ちきゅうぴんちのこんやくせんげん～) vào ngày 27 tháng 6 năm 2006 thuộc thể loại visual novel cho hệ máy PlayStation 2.

### Manga
Kamino Okina cũng đã thực hiện chuyển thể manga của bộ tiểu thuyết và người có nghệ danh 888 lo việc minh họa, loạt manga bắt đầu đăng trên tạp chí dành cho seinen là Monthly Comic Alive của Media Factory từ ngày 26 tháng 8 năm 2006. Media Factory sau đó đã tập hợp các chương lại để phát hành thành các tankōbon, tính đến tháng 7 năm 2012 thì đã có 8 tập được phát hành.

### Anime
AIC PLUS+ đã thực hiện chuyển thể anime của bộ tiếu thuyết và phát sóng tại Nhật Bản từ ngày 10 tháng 7 đến ngày 25 tháng 9 năm 2010 với 12 tập. Một tập OVA cũng đã được thực hiện và phát hành khi phát hành phiên bản DVD/BD của bộ anime. Funimation Entertainment đã đăng ký bản quyền phiên bản tiếng Anh của bộ anime để tiến hành phân phối tại thị trường Bắc Mỹ còn Madman Entertainment thì đăng ký tại Úc.

### Âm nhạc
Bộ anime có 7 bài hát chủ đề với 1 bài hát mở đầu và 6 bài hát kết thúc. Bài hát mở đầu là bài Now loading...SKY!! do Sphere trình bày, bài hát này còn được dùng làm bài hát kết thúc cho tập 2, đĩa đơn chứa bài hát này đã phát vào ngày 28 tháng 7 năm 2010 với hai phiên bản giới hạn và bình thường, bản giới hạn có đính kèm một DVD chứa đoạn phim trình bày nhạc phẩm. Bài hát kết thúc thứ nhất là bài Kokoro no Madobe nite (心の窓辺にて) do Hanazawa Kana trình bày dùng trong các tập 1, 5 và 8. Bài hát kết thúc thứ hai là bài Omoide ga Jama o Suru (想い出がジャマをする) do Tomatsu Haruka trình bày dùng trong các tập 3, 6 và 10. Bài hát mở đầu thứ ba là bài Happy Sunshine do Itō Kanae trình bày dùng trong các tập 4, 7 và 11. Ba đĩa đơn chứa ba bài hát này đã phát hành vào ngày 11 tháng 8 năm 2010. Bài hát kết thúc thứ tư là bài Oira wa Sabishii Spaceman (おいらは淋しいスペースマン) trình bày bởi Chihara Minori dùng trong tập 9, bài hát này được phát hành chung với album chứa các bản nhạc dùng trong bộ anime vào ngày 22 tháng 9 năm 2010. Bài hát kết thúc cuối là bài Smile☆Peace do Itō Kanae, Tomatsu Haruka và Hanazawa Kana cùng trình bày dùng cho tập 12 của bộ anime, bài hát này đã phát hành chung với album chứa các bài hát do các nhân vật trình bày vào ngày 08 tháng 9 năm 2010, album này cũng chứa các đoạn drama ngắn.
| Now loading...SKY!! | Now loading...SKY!!                                           | Now loading...SKY!! |
| STT                 | Nhan đề                                                       | Thời lượng          |
| ------------------- | ------------------------------------------------------------- | ------------------- |
| 1.                  | "Now loading...SKY!!"                                         | 4:21                |
| 2.                  | "Katte na Seichouki (かってな成長期)"                         | 4:59                |
| 3.                  | "Now loading...SKY!! (Off Vocal)"                             | 4:21                |
| 4.                  | "Katte na Seichouki (Off Vocal) (かってな成長期 (Off Vocal))" | 4:58                |
| Tổng thời lượng:    | Tổng thời lượng:                                              | 18:39               |

| Happy Sunshine   | Happy Sunshine                                                | Happy Sunshine |
| STT              | Nhan đề                                                       | Thời lượng     |
| ---------------- | ------------------------------------------------------------- | -------------- |
| 1.               | "Happy Sunshine"                                              | 3:14           |
| 2.               | "Wonderful na Seka (Wonderfulな世界)"                         | 3:22           |
| 3.               | "Happy Sunshine (off vocal)"                                  | 3:14           |
| 4.               | "Wonderful na Seka (off vocal) (Wonderfulな世界 (off vocal))" | 3:19           |
| Tổng thời lượng: | Tổng thời lượng:                                              | 13:09          |

| Kokoro no Madobe Nite (心の窓辺にて) | Kokoro no Madobe Nite (心の窓辺にて)                             | Kokoro no Madobe Nite (心の窓辺にて) |
| STT                                  | Nhan đề                                                          | Thời lượng                           |
| ------------------------------------ | ---------------------------------------------------------------- | ------------------------------------ |
| 1.                                   | "Kokoro no Madobe Nite (心の窓辺にて)"                           | 4:34                                 |
| 2.                                   | "Kimi iro Complete (君色＊コンプリート)"                         | 3:55                                 |
| 3.                                   | "Kokoro no Madobe Nite (off vocal) (心の窓辺にて (off vocal))"   | 4:34                                 |
| 4.                                   | "Kimi iro Complete (off vocal) (君色＊コンプリート (off vocal))" | 3:51                                 |
| Tổng thời lượng:                     | Tổng thời lượng:                                                 | 16:54                                |

| Omoide ga Jama wo Suru (想い出がジャマをする) | Omoide ga Jama wo Suru (想い出がジャマをする)                           | Omoide ga Jama wo Suru (想い出がジャマをする) |
| STT                                           | Nhan đề                                                                 | Thời lượng                                    |
| --------------------------------------------- | ----------------------------------------------------------------------- | --------------------------------------------- |
| 1.                                            | "Omoide ga Jama wo Suru (想い出がジャマをする)"                         | 3:35                                          |
| 2.                                            | "Kimi ni Over Drive (君にOver Drive)"                                   | 3:33                                          |
| 3.                                            | "Omoide ga Jama wo Suru (Off Vocal) (想い出がジャマをする (Off Vocal))" | 3:35                                          |
| 4.                                            | "Kimi ni Over Drive (Off Vocal) (君にOver Drive (Off Vocal))"           | 3:29                                          |
| Tổng thời lượng:                              | Tổng thời lượng:                                                        | 14:12                                         |

| Asobi ni Ikuyo! Drama+Character Song CD ~Kimomedashi Shimashita~ (あそびにいくヨ！ドラマ+キャラソンCD ～きもめだししました～) | Asobi ni Ikuyo! Drama+Character Song CD ~Kimomedashi Shimashita~ (あそびにいくヨ！ドラマ+キャラソンCD ～きもめだししました～) | Asobi ni Ikuyo! Drama+Character Song CD ~Kimomedashi Shimashita~ (あそびにいくヨ！ドラマ+キャラソンCD ～きもめだししました～) |
| STT | Nhan đề | Thời lượng |
| --- | --- | --- |
| 1. | "Kowai Ohanashi. (こわいおはなし。)"                                                                                          | 9:53 |
| 2. | "Ofuro de Pururun♡ (おふろでぷるるん♡)"                                                                                       | 6:01 |
| 3. | "Ichiraku☆Part・One (いちらく☆ぱーと・わん)"                                                                                  | 1:12 |
| 4. | "Karaoke Shimasho♪ (からおけしましょ♪)"                                                                                       | 5:46 |
| 5. | "Wakasa to Obentou. (わかさとおべんとう。)"                                                                                   | 3:19 |
| 6. | "Ichiraku☆Part・Two (いちらく☆ぱーと・つー)"                                                                                  | 1:09 |
| 7. | "Kimo Dameshi de Dokkiri! (きもだめしでどっきり!)"                                                                            | 6:17 |
| 8. | "Attakaisenaka. (あったかいせなか。)"                                                                                         | 4:57 |
| 9. | "Tsuini Hakken!? (ついにはっけん!?)"                                                                                          | 3:04 |
| 10. | "Ano Kohada Are? (あのこはだあれ?)"                                                                                           | 3:04 |
| 11. | "Smile☆Peace (スマイル☆ピース)"                                                                                               | 4:05 |
| Tổng thời lượng: | Tổng thời lượng: | 48:47 |

| Asobi ni Ikuyo! Original Sound Track (あそびにいくヨ! オリジナル・サウンド・トラック) | Asobi ni Ikuyo! Original Sound Track (あそびにいくヨ! オリジナル・サウンド・トラック)   | Asobi ni Ikuyo! Original Sound Track (あそびにいくヨ! オリジナル・サウンド・トラック) |
| STT                                                                                   | Nhan đề                                                                                 | Thời lượng                                                                            |
| ------------------------------------------------------------------------------------- | --------------------------------------------------------------------------------------- | ------------------------------------------------------------------------------------- |
| 1.                                                                                    | "Chura Umi no Kanade (ちゅら海の奏)"                                                    | 1:01                                                                                  |
| 2.                                                                                    | "Asobi Kinimashita! (あそびきにました！)"                                               | 2:39                                                                                  |
| 3.                                                                                    | "Eris no Theme (エリスのテーマ)"                                                        | 1:44                                                                                  |
| 4.                                                                                    | "Gorogoro Shimasho♡ (ゴロゴロしましょ♡)"                                                | 1:08                                                                                  |
| 5.                                                                                    | "Umi to Taiyou to Sunglases (海と太陽とサングラス)"                                     | 1:40                                                                                  |
| 6.                                                                                    | "Manami no Theme (真奈美のテーマ)"                                                      | 1:46                                                                                  |
| 7.                                                                                    | "Go, Gokai desu (ご、誤解ですぅ)"                                                       | 1:21                                                                                  |
| 8.                                                                                    | "Jitsuzou to Kyozou to (実像と虚像と)"                                                  | 1:43                                                                                  |
| 9.                                                                                    | "Akuun Kouyou (悪運紅葉)"                                                               | 1:23                                                                                  |
| 10.                                                                                   | "Mayoi (迷い)"                                                                          | 1:24                                                                                  |
| 11.                                                                                   | "Aoi no Theme (アオイのテーマ)"                                                         | 1:34                                                                                  |
| 12.                                                                                   | "Takaramono no You na Omoide (宝物のような想い出)"                                      | 1:27                                                                                  |
| 13.                                                                                   | "Cobalt Blue no Umi (コバルトブルーの海)"                                               | 1:20                                                                                  |
| 14.                                                                                   | "Assist Droid no Theme (アシストロイドのテーマ)"                                        | 1:10                                                                                  |
| 15.                                                                                   | "Rulos no Theme (ルーロスのテーマ)"                                                     | 1:44                                                                                  |
| 16.                                                                                   | "Catia Kiseki no Technology (キャーティア奇跡のテクノロジー)"                           | 1:41                                                                                  |
| 17.                                                                                   | "Neko Mimi Kyoudan no Theme (猫耳教団のテーマ)"                                         | 1:10                                                                                  |
| 18.                                                                                   | "Neko Mimi no Fukuin (猫耳の福音)"                                                      | 1:17                                                                                  |
| 19.                                                                                   | "Go Shintai wo Torimosode (ご神体を取り戻せ)"                                           | 4:19                                                                                  |
| 20.                                                                                   | "Jouhousen (情報戦)"                                                                    | 1:36                                                                                  |
| 21.                                                                                   | "Shinobi Yoru Kage (忍び寄る影)"                                                        | 2:04                                                                                  |
| 22.                                                                                   | "DIA File (DIAファイル)"                                                                | 1:40                                                                                  |
| 23.                                                                                   | "Sentou Junbi (戦闘準備)"                                                               | 1:44                                                                                  |
| 24.                                                                                   | "Himitsu Kessha Beautiful Contact no Theme (秘密結社·ビューティフルコンタクトのテーマ)" | 1:41                                                                                  |
| 25.                                                                                   | "Sougon Naru Koushin (荘厳なる行進)"                                                    | 1:35                                                                                  |
| 26.                                                                                   | "Kekkai (結界)"                                                                         | 1:32                                                                                  |
| 27.                                                                                   | "Dekkanse yo! (奪還せよ！)"                                                             | 1:12                                                                                  |
| 28.                                                                                   | "Tsuigeki wo Furikitte (追撃を振り切って)"                                              | 1:27                                                                                  |
| 29.                                                                                   | "Chase!Chase!Chase!"                                                                    | 1:32                                                                                  |
| 30.                                                                                   | "Koubou (攻防)"                                                                         | 1:25                                                                                  |
| 31.                                                                                   | "Kesshi no Sakusen (決死の作戦)"                                                        | 1:25                                                                                  |
| 32.                                                                                   | "Gekitotsu! (激突！)"                                                                   | 1:38                                                                                  |
| 33.                                                                                   | "Matabi Kurakura Happy♪ (マタタビくらくらHappy♪)"                                       | 1:38                                                                                  |
| 34.                                                                                   | "Nikukyuu no Waltz (肉球のワルツ)"                                                      | 1:22                                                                                  |
| 35.                                                                                   | "Hanshoku Shimasho♡ (繁殖しましょ♡)"                                                    | 2:13                                                                                  |
| 36.                                                                                   | "Sayonara Hatsujouki (サヨナラ発情期)"                                                  | 1:33                                                                                  |
| 37.                                                                                   | "Yasashii Kare (優しい彼)"                                                              | 2:08                                                                                  |
| 38.                                                                                   | "Kio no Theme (騎央のテーマ)"                                                           | 1:24                                                                                  |
| 39.                                                                                   | "Tsutaetai Kimochi wa Hitotsu Nanoni (伝えたい気持ちは一つなのに)"                      | 1:41                                                                                  |
| 40.                                                                                   | "Kimi no Senaka wa Tooku (君の背中は遠く)"                                              | 1:38                                                                                  |
| 41.                                                                                   | "Okinawa no Kaze ni Fukarete (沖縄の風に吹かれて)"                                      | 2:16                                                                                  |
| 42.                                                                                   | "Jikai Yokoku!! (次回予告！！)"                                                         | 1:11                                                                                  |
| 43.                                                                                   | "Oira wa Sabishii Spaceman (おいらは淋しいスペースマン)"                                | 3:32                                                                                  |
| Tổng thời lượng:                                                                      | Tổng thời lượng:                                                                        | 1:12:38                                                                               |